# カリフォルニア・ゴールデンベアーズ

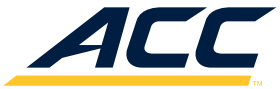
カリフォルニア・カラーのACCのロゴ

カリフォルニア・ゴールデンベアーズ（英: California Golden Bears）は、アメリカ合衆国のカリフォルニア大学バークレー校のスポーツ競技チーム。NCAAディビジョンI所属。

## 競技チーム
| 男子スポーツ                            | 女子スポーツ       |
| --------------------------------------- | ------------------ |
| 野球                                    | バスケットボール   |
| バスケットボール                        | ビーチバレーボール |
| クロスカントリー                        | クロスカントリー   |
| フットボール                            | フィールドホッケー |
| ゴルフ                                  | ゴルフ             |
| 体操                                    | 体操               |
| ローイング                              | ラクロス           |
| ラグビー                                | ローイング         |
| サッカー                                | サッカー           |
| 水泳・飛込                              | ソフトボール       |
| テニス                                  | 水泳・飛込         |
| 陸上†                                   | テニス             |
| 水球                                    | 陸上†              |
|                                         | バレーボール       |
|                                         | 水球               |
| †屋外競技チームと室内競技チームがある。 |                    |